# Министерство здравоохранения СССР
Министе́рство здравоохране́ния СССР в соответствии с Конституцией СССР являлось союзно-республиканским министерством. Министерство здравоохранения СССР осуществляло руководство здравоохранением в стране.

## История
- 20 июля 1936 года образован «Народный комиссариат здравоохранения СССР». В марте 1943 года сотрудники НКЗ СССР внесли в Фонд обороны 119 800 рублей на строительство санитарных самолётов.
- 15 марта 1946 года наркомат преобразован в Министерство здравоохранения СССР.
- 14 июня 1946 года из него выделено Министерство медицинской промышленности СССР.

Министерство здравоохранения объединяло все республиканские министерства Союзных республик СССР, в частности, Министерство здравоохранения РСФСР, в областях существовали областные отделы здравоохранения, в районах — районные отделы здравоохранения, в городах — городские отделы здравоохранения.
Вышестоящим органом являлся Совет министров СССР. В собственности государства находились учреждения здравоохранения, которые Министерство само строило, развивало и управляло.

## Структура

### Руководство Министерства
Ведомство возглавлял Министр, который назначался в соответствии с Конституцией СССР ВС СССР, а в периодах между сессиями — Президиумом ВС СССР, с последующим утверждением на сессии ВС СССР. У Министра был ряд заместителей, распределение обязанностей между ними производилось самим Министром.
Министр нёс персональную ответственность за выполнение возложенных на Министерство задач и обязанностей, устанавливал степень ответственности заместителей Министра, начальников главков и руководителей других подразделений Министерства за руководство отдельными областями деятельности Министерства и за работу предприятий, организаций и учреждений системы Министерства.

### Коллегия Министерства
В Министерстве существовала Коллегия в составе: Председателя (Министр) и его заместителей по должности, а также других руководящих сотрудников ведомства. Члены коллегии и заместители Министра утверждались СМ СССР.
Решения коллегии проводились в жизнь, как правило, приказами Министра. В случае разногласий между Министром и коллегией, Министр проводил в жизнь своё решение, докладывая о возникших разногласиях СМ СССР, а члены коллегии, в свою очередь, сообщали своё мнение в Совет Министров СССР.

### Научно-технический совет Министерства
Для рассмотрения предложений по основным направлениям развития науки и техники, определения научно обоснованной единой политики в отрасли, разработки рекомендаций по использованию и внедрению в производство новейших достижений отечественной и зарубежной науки, техники и передового опыта в Министерстве был создан научно-технический совет из видных учёных, высококвалифицированных специалистов, также представителей других организаций.
Состав научно-технического совета и положение о нём утверждался Министром.

### Главные управления и службы

#### 3-е Главное управление при Минздраве СССР
Этот главк Минздрава СССР был в Советском Союзе секретной структурой и представлял собой по масштабам и значимости «министерство в министерстве». Его основным назначением было проведение исследований, связанных с жизнеобеспечением людей при проведении полётов в космос (по этой тематике головным был НИИ медико-биологических проблем под руководством академика О. Г. Газенко), профилактика и лечение работников предприятий Министерства среднего машиностроения СССР, а также сотрудников НИИ, связанных с атомной тематикой и созданием новых типов ядерного оружия. Правопреемник — Федеральное медико-биологическое агентство (ФМБА).

#### 4-е Главное управление при Минздраве СССР
После революционных событий 1917 года правительственная медицина в России была восстановлена[уточнить]. 18 февраля 1919 года нарком здравоохранения Н. А. Семашко подписал «План организации санитарного надзора Кремля», а 22 февраля того же года приказом за подписью председателя Совнаркома В. И. Ленина и председателя ВЦИК Я. М. Свердлова начальником Управления саннадзора Кремля (впоследствии с 1928 года — Лечсанупра Кремля) был назначен Я. Б. Левинсон.
В штате Лечсанупра Кремля успешно работали ведущие академики и профессора медицины: Д. Д. Плетнев, В. Н. Розанов, С. И. Спасокукоцкий, Б. С. Преображенский, А. А. Шелагуров, Н. Н. Приоров, А. Я. Пытель, В. Н. Виноградов, М. С. Вовси, А. И. Абрикосов, И. А. Кассирский, А. Н. Бакулев, И. А. Тагер, А. В. Вишневский, М. Л. Краснов, П. И. Егоров и др.
Я.Б. Левинсон – с 22 февраля 1919 по 4 июля 1934 года
И.И. Ходоровский – с 4 июля 1934 по 2 декабря 1937 года
А.А. Бусалов – с 15 июля 1938 по 20 мая 1947 года
П.И. Егоров – с 20 мая 1947 по 1 сентября 1952 года
И.И. Куперин – с 1 сентября 1952 по 24 апреля 1953 года
24 апреля 1953 года Лечсанупр Кремля был реорганизован в Четвёртое управление (впоследствии — главное управление) Министерства здравоохранения СССР. С 1953 по 1967 год его начальником являлся Александр Михайлович Марков. Этим же постановлением было создано 4-е главное управление во всех Минздравах Союзных республик. С 1967 по 1987 год начальником 4-го управления был академик Евгений Иванович Чазов.
Правопреемник — Главное медицинское управление Управления делами Президента Российской Федерации.
Управление медицинской статистики и вычислительной техники (Церковный Г. Ф.)
Управление кадров и учебных заведений Министерства
Техническое управление
Хозяйственное управление

### Научные организации и НИИ
ВНИИ социальной гигиены и организации здравоохранения им. Н. А. Семашко (Серенко А. Ф.)
ВНИИ общей и судебной психиатрии им. Сербского (Морозов Г. В.)
ЦНИИ стоматологии (Рыбаков А. И.)